# Oceánide

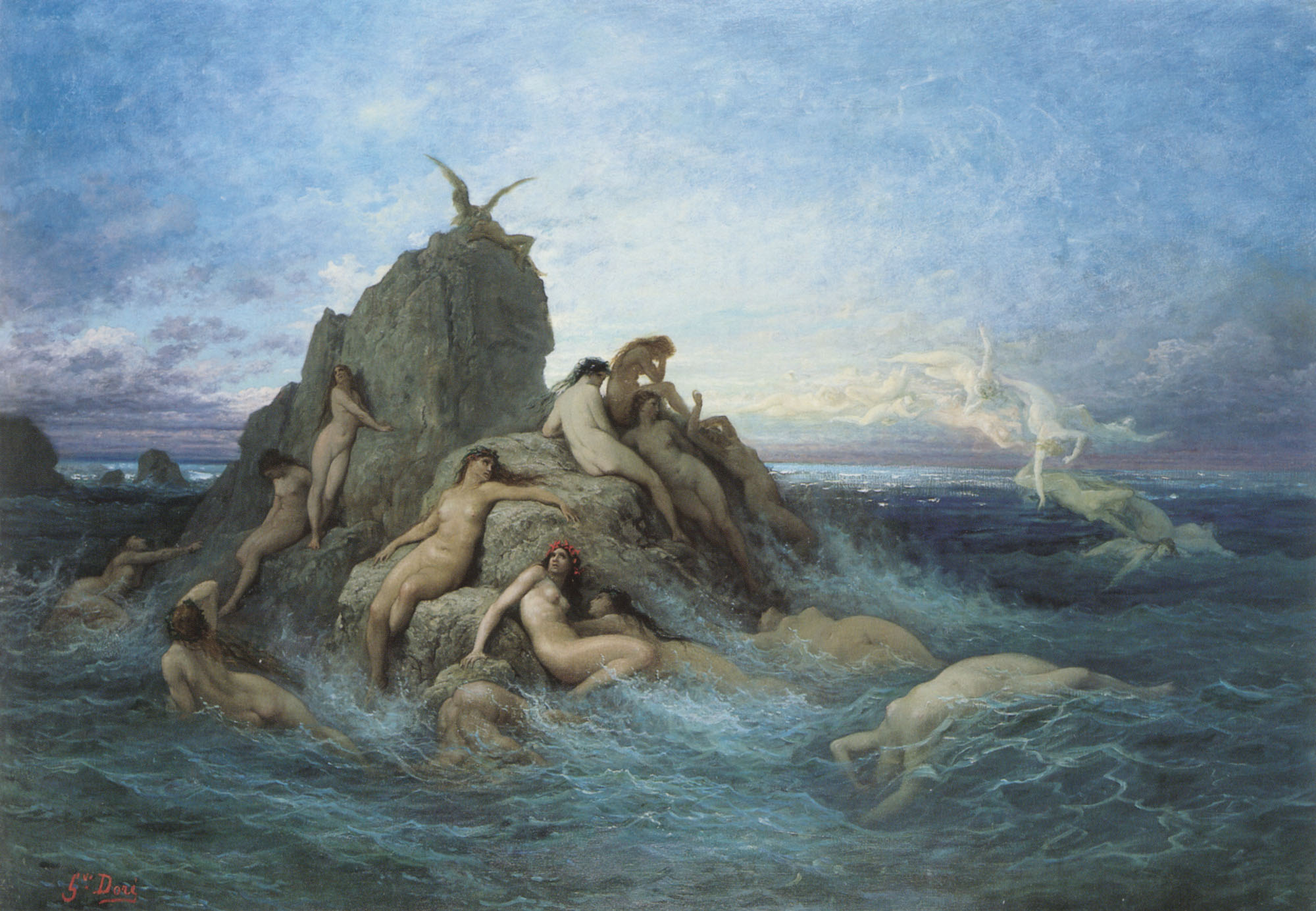
Las oceánides, de Gustave Doré (1860).

En la mitología griega, las oceánides, oceánidas u oceaninas (en griego Ὠκεανίδες, Ōkeanídes; o Ὠκεανῖναι, Ōkeanînai; plural de Ὠκεανίς, Ôkeanís) eran ninfas hijas de Océano y Tetis. «Son tres mil las Oceánides de finos tobillos que, muy repartidas, por igual guardan por todas partes la tierra y las profundidades de las lagunas».
Pudieran estar asociadas a una fuente, un estanque, un río o un lago, pero siempre se trataba de corrientes de agua dulce. Eran hermanas de los oceánidas (o Ποταμοί, Potamoí) o dioses fluviales; estos personificaban cada uno de los ríos que a su vez eran afluentes del fabuloso río Océano. Debido a que con el paso del tiempo al Océano se lo llegó a asociar con los mares lejanos, especialmente en épocas tardías como la helenística, la vulgata también comenzó a imaginar a las oceánides como ninfas del mar o del océano (y por ende con el agua salada).  Así Eustacio, por ejemplo, diferencia a las ninfas acuáticas entre nereidas, náyades y oceánides, y a estas últimas las refiere como «ninfas del gran océano».
Las ninfas de las «brisas» (auras), de las «nubes» (néfelas) y de los «lagos» (limnátides) a veces forman parte de las oceánides. Al menos se tiene en consideración que la oceánide más antigua fue Estigia en tanto que Idía era la más joven. La hija de un dios fluvial o una ninfa oceánide casi siempre pertenece a la categoría de náyade e incluso a algunas pocas oceánides se las refiere directamente como náyades.

## Catálogos de oceánides
En su Teogonía, Hesíodo dice que eran tres mil en número sin embargo nombra solo a las cuarenta y una más antiguas:

«Tuvo [Océano] también una sagrada estirpe de hijas que por la tierra se encargan de la crianza de los hombres, en compañía del soberano Apolo y de los Ríos y han recibido de Zeus este destino: Peito, Admete, Yanta, Electra, Doris, Primno, la divina Urania, Hipo, Clímene, Rodea, Calírroe, Zeuxo, Clitia, Idía, Pasítoe, Plexaura, la encantadora Galaxaura, Dione, Melóbosis, Toa, la bella Polidora, Cerceis de graciosa figura, Pluto ojos de buey, Perseis, Yanira, Acasta, Janta, la deliciosa Petrea, Menesto, Europa, Metis, Eurínome, Telesto de azafranado pelo, Criseida, Asia, la deseable Calipso, Eudora, Tique, Ánfiro, Ocírroe y Estigia, que es la más importante de todas».

En la Biblioteca mitológica también son citadas pero se dice que son solo siete:

«Los descendientes de los titanes fueron: de Océano y Tetis las Oceánides: Asia, Éstige, Electra, Doris, Eurínome, Anfítrite y Metis».

Higino también da su catálogo, aunque varios nombres están corruptos:

«[De Océano y de Tetis], las Oceánides: Hestiea, Mélite, Yante, Admete, Estilbo, Pasífae, Polixo, Eurínome, Evagoreide, Ródope, *Liris, Clitia, *Tesquineno, Clitemneste, Metis, Menipe, Argía».

Y más adelante se refiere a otro grupo de oceánides:

«Las hijas de Océano son Idía [Ida], Altea y Adrastea, pero otros dicen que eran hijas de Meliseo y nodrizas de Zeus».

En los himnos homéricos se nos dice que estas ninfas eran compañeras de juego de Perséfone hasta su rapto:

«Todas nosotras, en un prado encantador —Leucipe, Feno, Electra, Yanta, Mélite, Yaque, Rodia, Calírroe, Melóbosis, Tique, así como Ocírroe, de suave tez de flor, Criseida, Yanira, Acasta, Admete, Ródope, Pluto, la graciosa Calipso, Éstige, Urania, la amable Galaxaura, Palas, la que suscita el combate y Ártemis, diseminadora de dardos—, jugábamos y cogíamos en un ramo con nuestras manos encantadoras flores: el suave azafrán, los gladiolos y el jacinto, cálices de rosa, lirios, maravilla de ver, y el narciso que la ancha tierra hacía brotar como el azafrán. Pero la tierra se abrió desde lo más profundo y por allí se lanzó afuera el poderoso que a muchos acoge».

Calímaco aclara que Artemisa, cuando era infante, le pidió a su padre Zeus «un coro de sesenta oceaninas, todas de nueve años, todas aún sin ceñidor». También le pidió, como criadas, «veinte ninfas Amnísides». Marchó la niña a Leuco, la montaña Cretea de cabellos de selva, y, desde allí, al Océano, donde escogió a numerosas ninfas, todas de nueve años, todas aún sin ceñidor. Gran alegría sintió Cérato [Amniso], el gran río; gran alegría sintió Tetis al enviar a sus hijas a la Letoide [Artemisa] como compañeras. A estas se debe referir Ovidio, que nos dice que había un valle densamente poblado de pinos y de aguzados cipreses, llamado Gargafia, consagrado a Artemisa, en donde las ninfas refrescaban a la diosa de la caza. En otra fuente a las sirvientas de Artemisa ya se las llama hijas del Océano.

«La isménide Crócale («orilla del mar») le recoge en un moño los cabellos esparcidos en torno al cuello, aunque ella los llevaba sueltos. Néfele («nube»), Híale («cristal»), Ránide («gota de lluvia»), Psécade («aguacero») y Fíale («jarra de agua») cogen agua en grandes recipientes y la vierten sobre ella».

Tzetzes dice que cuatro de los oceánides fueron epónimas de las diferentes partes del mundo:

«Andrón de Halicarnaso dice que Océano se casó con dos mujeres, Ponfólige y Parténope, de las que tuvo cuatro hijas: Asia y Libia de una, y Tracia y Europa de la otra. Dice que estas hijas son las homónimas de las regiones».

## Onomástica y etimología
No hay una tradición fijada para citar los nombres de las oceánides de la Teogonía y muchas de ellan hacen alusión al elemento acuático, como las rápidas corrientes, las brisas (auras) marinas, las rocas que salpican el mar, el ámbar marino o el caballo (asociado con el mar). A veces son ninfas epónimas (Europa, Libia o Asia), antiguas reinas preolímpicas (Dione, Metis o Eurínome), abstracciones personificadas (Tique, Peito o Némesis) o bien coinciden con los nombres de las nereidas (Clímene, Toa o Doris). Sea como fuere esta es la etimología propuesta para las oceánides hesiódicas:
| Español   | Griego    | Etimología                                          |
| --------- | --------- | --------------------------------------------------- |
| Acasta    | Ακάστη    | (sin etimología clara)                              |
| Admeta    | Ἀδμήτη    | La indomable o La virgen                            |
| Ánfiro    | Αμφιρώ    | Que envuelve en corrientes                          |
| Asia      | Ἀσία      | (en relación con Asia)                              |
| Calipso   | Καλυψώ    | La oculta                                           |
| Calírroe  | Καλλιρρόη | La de bellas corrientes                             |
| Cerceis   | Κερκηίς   | (sin etimología clara)                              |
| Clímena   | Κλυμένη   | La celebrada                                        |
| Clitia    | Κλυτίη    | La ilustre                                          |
| Criseida  | Χρυσηίς   | De oro                                              |
| Dione     | Διώνη     | (sin etimología clara)                              |
| Doris     | Δωρίς     | La que regala; (en relación con los dorios)         |
| Electra   | Ἠλέκτρα   | La de ámbar                                         |
| Estigia   | Στύξ      | (en relación con el río Estigia)                    |
| Eudora    | Ευδώρη    | La que da prosperidad                               |
| Eurínome  | Ευρυνόμη  | La de vasto prado                                   |
| Europa    | Εὐρώπη    | (en relación con Europa)                            |
| Galaxaura | Γαλαξαύρη | La del agua como leche                              |
| Hipo      | Ἱππώ      | La del caballo                                      |
| Idía      | Ἰδυῖα     | La experta                                          |
| Janta     | Ξάνθη     | La rubia                                            |
| Melóbosis | Μηλόβοσις | Que apacienta el ganado                             |
| Menesto   | Μενεσθώ   | (puede referirse a la raíz de «espíritu» o «vigor») |
| Metis     | Μήτις     | Inteligencia                                        |
| Ocírroe   | Ὠκυρρόη   | De rápida corriente                                 |
| Peito     | Πειθώ     | La persuasiva                                       |
| Perseis   | Περσηίς   | (en relación con oriente)                           |
| Petrea    | Πετραίη   | La rocosa                                           |
| Pisítoa   | Πεισιθόη  | Rápida en persuadir                                 |
| Plexaura  | Πληξαύρη  | Que golpea el agua                                  |
| Pluto     | Πλουτώ    | Riqueza                                             |
| Polidora  | Πολυδώρη  | De muchos regalos                                   |
| Primno    | Πρυμνώ    | La que nace al pie de las montañas                  |
| Rodea     | Ρόδεια    | La rosada                                           |
| Telesto   | Τελεστώ   | Perfecta                                            |
| Toa       | Θόη       | La rápida                                           |
| Tyche     | Τύχη      | Suerte                                              |
| Urania    | Οὐρανία   | Celestial                                           |
| Yanira    | Ἰάνειρα   | (en relación con los jonios)                        |
| Yanta     | Ἰάνθη     | Violácea                                            |
| Zeuxo     | Ζευξώ     | La que une                                          |

De todas ellas la Teogonía nos da la descendencia de solo unas pocas:
| Oceánide | Consorte y descendencia |
| -------- | --- |
| Doris    | «Adorables y divinas hijas [las Nereidas] nacieron en el mar estéril de Nereo y Doris de hermosos cabellos, hija de Océano río perfecto». |
| Electra  | «Taumante se llevó a Electra, hija de Océano de profundas corrientes. Esta parió a la veloz Iris y a las Harpías de hermosos cabellos, Aelo y Ocípete». |
| Calírroe | «Crisaor engendró al tricéfalo Gerión unido con Calírroe hija del ilustre Océano». |
| Clímene  | «Jápeto se llevó a la joven Clímene, oceánide de bellos tobillos y subió a su mismo lecho. Esta le dio un hijo, el intrépido Atlante, y parió al muy ilustre Menecio, al mañoso y astuto Prometeo y al torpe Epimeteo».                                                                                   |
| Estigia  | «Estigia, hija de Océano, parió en su palacio unida con Palante, a Zelo, a Nike de bellos tobillos, y dio vida también a Cratos y a Bía, hijos muy señalados». |
| Perseis  | «Con el incansable Helios, la ilustre oceánide Perseis tuvo a Circe y al rey Eetes». |
| Idía     | «Eetes, hijo de Helios que ilumina a los mortales, se casó con una hija de Océano, río perfecto, por decisión de los dioses, con Idía de hermosas mejillas. Esta parió a Medea de bellos tobillos». |
| Metis    | «Zeus rey de dioses tomó como primera esposa a Metis, la más sabia de los dioses y hombres mortales. Mas cuando ya faltaba poco para que naciera la diosa Atenea de ojos glaucos, engañando astutamente su espíritu con ladinas palabras, Zeus se la tragó por indicación de Gea y de Urano estrellado.». |
| Eurínome | «Eurínome, hija de Océano, de encantadora belleza, le dio [a Zeus] las tres Cárites de hermosas mejillas, Aglaya, Eufrósine y la deliciosa Talia». |
| Calipso  | «Calipso, divina entre diosas, unida en placentero abrazo con Odiseo, dio a luz a Nausítoo y Nausínoo». |

## Otras oceánides mencionadas en la literatura
Existen otras hijas de Océano mencionadas de manera aislada en otras fuentes literarias (de ser Tetis su madre se indicará en el texto):
| Español   | Griego     | Referencias |
| --------- | ---------- | --- |
| Asterodea | Ἀστεροδεία | Una ninfa del Cáucaso y primera esposa del rey de Cólquida, Eetes, quien le dio Apsirto. En otras fuentes se dice que es hija de Océano y Tetis. |
| Astérope  | Ἀστεροπή   | Esta hija de Océano fue madre, por Zeus, de Acragas o Acragante, epónimo de varias ciudades antiguas conocidas como Acragas, posiblemente incluyendo Acragas, Sicilia. No se menciona a la madre de Astérope. |
| Béroe     | Βερόη      | Epónima de una ciudad en Fenicia (Beirut). «Compañera de generación de Tetis, de la misma edad que Océano, quien engendró a Béroe en su lecho de muchas fuentes al unirse en himeneo acuático con Tetis; Béroe, conocida por Amímone cuando su madre la dio al mundo en el submarino lecho de un amor oceánico». |
| Cafira    | Καφείρα    | «Los primeros en habitar la isla conocida con el nombre de Rodas fueron los llamados Telquines; estos eran hijos de Talata [Talasa], de acuerdo con la tradición mítica, y el mito nos cuenta asimismo que ellos, juntamente con Cafira, la hija de Océano, criaron a Poseidón, dado que Rea les había confiado al recién nacido». |
| Camarina  | Καμάρινα   | Ninfa epónima de Camarina y descrita como una hija de Océano. |
| Cariclo   | Χαρικλώ    | Citada en un escolio, a la esposa de Quirón se le dan tres filiaciones en la misma fuente, pudiendo ser hija de Apolo, o de Perses, o bien de Océano. |
| Ceto      | Κητώ       | Madre, por Helios, de Astris, la consorte del dios fluvial Hidaspes: «De todos ellos era caudillo en el combate el soberano de los indios [Deríades], a quien engendró su padre Hidaspes en sus húmedos amoríos tras unirse en himeneos fecundos con Astris, la hija de Helios. Y cierto rumor afirma que su madre pudiera ser también una náyade de la estirpe de Océano, de nombre Ceto, que le diera el ser. A ésta el novio Hidaspes, que lleva la sangre legítima de los Titanes, la habría abrazado una vez en una unión acuática junto a su tálamo burbujeante». |
| Clío      | Κλειώ      | Dice Virgilio que Clío y Béroe son «hermanas, ambas hijas de Océano». |
| Córife    | Κορυφή     | «La cuarta [Minerva (Atenea)] nació de Júpiter (Zeus) y de Córife, la hija de Océano; es a la que los arcadios denominan Koría, y la que, según cuentan, fue inventora de la cuadriga». |
| Creúsa    | Κρέουσα    | Una náyade, hija de Gea y Océano para Píndaro, de ella desciende el pueblo de los lapitas. |
| Daera     | Δάειρα     | Madre de Eleusis con Hermes. Ferécides dice que Daera es hermana de Estigia. Otros dicen que Eumolpo y Daera fueron los padres de Imárado. |
| Dmia      | Δμῖα       | Una hija de Océano y Deméter. |
| Dodona    | Δωδὠνη     | Ninfa del oráculo de Dodona. Estéfano de Bizancio dice que, según Calímaco, la antiquísima ciudad de Dodona fue llamada así por una hija de Océano. |
| Éfira     | Ἐφύρα      | Éfira es el nombre antiguo de Corinto y lleva su nombre por Éfira, hija de Océano y Tetis, que llegó a ser la esposa de Epimeteo. Fue la primera que habitó esas tierras. |
| Etna      | Αἴτνη      | Estéfano de Bizancio dice que Etna es una hija de Océano y se cree que el monte Etna en Sicilia recibe su nombre de ella. |
| Etra      | Αἴθρα      | Esposa de Atlas en la poesía arcaica. «Las Pléyades se llamaron así, según Museo, porque nacieron quince hijas de Atlas y Etra, hija de Océano. Cinco de ellas se llaman Híades, según él, porque su hermano era Híante, un joven muy querido por sus hermanas». |
| Fílira    | Φιλύρα     | La madre de Quirón por obra de Crono, por eso a Quirón se le conoce como Filírida. |
| Hesíone   | Ἡσιονη     | Hija de Océano, esposa de Prometeo y madre de Deucalión, según Acusilao. |
| Leuce     | Λευκή      | Servio nos dice que Leuce era una hija de Océano y que Hades, el dios de los muertos, se enamoró de la oceánide y haciendo gala de su fuerza la raptó y se la llevó al inframundo. |
| Lisítoe   | Λυσιθόη    | Una hija de Océano; de Júpiter (Zeus) y de Lisítoe procede el Hércules (Heracles), el que tenemos entendido que se enfrentó a Apolo por un trípode. |
| Melia     | Μελία      | «Océano y Tetis tienen un hijo, Ínaco, de quien recibe nombre un río en Argos. De este y Melia, hija de Océano, nacieron Foroneo y Egialeo». |
| Melibea   | Μελίβοια   | «De Pelasgo y la Oceánide Melibea, o según otros de la ninfa Cilene, nació un hijo, Licaón, que siendo rey de los arcadios engendró cincuenta hijos en muchas mujeres». Orontes, en su afán, olvidando el mar, ardía de deseo por Melibea, una hija de Océano de ojos oscuros. |
| Mérope    | Μερόπη     | «Faetonte, hijo de Clímeno, hijo de Helios, y de la ninfa Mérope, quien es una Oceánide, habiéndose enterado por su padre que su abuelo era Helios, comenzó a conducir mal el carro por el que preguntaba. Cuando estaba demasiado cerca de la tierra, todo se quemaba con el fuego al acercarse demasiado, y golpeado con un rayo, cayó en el río Po. Este río era llamado Erídano por los griegos; Ferécides fue el primero en nombrarlo». |
| Mopsopia  | Μοψοπία    | De acuerdo a la Suda, Ática era antes conocida como Mopsopia debido a una hija de Océano. |
| Neda      | Νέδα       | Se la sobreentiende implícitamente como una de la oceánides: «Lavó entonces tu cuerpo, oh rey [Zeus], lo envolvió en pañales, y te confió a Neda para que te llevase al refugio de Creta donde transcurriría tu oculta crianza; a Neda, la más venerable de las ninfas que la asistieron aquel día, y la de más edad después de Estigia y de Fílira». |
| Neera     | Νέαιρα     | Madre, por Helios, de Faetusa y Lampetia, guardianas del ganado de Trinacia. En otra fuente se nos dice que una tal Neera era una de las oceánides, pero no podemos saber si es la misma antes citada. |
| Némesis   | Νέμεσις    | Pausanias dice que los de Esmirna «ahora creen en dos Némesis en lugar de una y dicen que Nix es la madre de ellas, aunque los atenienses dicen que el padre de la diosa que está en Ramnunte es Océano». «Zeus comparado con un cisne se apareó con Némesis, la hija de Océano, de la que nació un huevo; Leda lo tomó, lo calentó y dio a luz a Helena y a los Dioscuros. |
| Peribea   | Περίβοια   | «A esta muchacha [Aura] de pie veloz la engendró antaño el antiguo Lelanto tras desposar a Peribea, de la estirpe del Océano: una doncella semejante a un hombre e ignorante de amores». |
| Pléyone   | Πληϊόνη    | «En otros tiempos, se habia casado con la titánide Tetis Océano, que rodea toda la extensión de la tierra con sus aguas fluidas. Pleíone, que nació de ese matrimonio, según cuenta la fama, se unió a Atlas, sostén del cielo, y engendró a las Pléyades». |
| Pólife    | Πολυφη     | Dicen que Atenea Hipia es hija de Poseidón y Pólife, hija de Océano; fue la primera en utilizar un carro y por ello la llamaron «de los caballos». |
| Rodo      | Ῥόδος      | Epiménides dice que Rodo, la ninfa de Rodas, desciende de Océano. |
| Teya      | Θεία       | «Teya, la hija de Océano, dijo esto a sus propios hijos [los cercopes] sobre Hércules: ‘aún no habéis alcanzado la cola negra’. Los antiguos llamaban a los cobardes de cola blanca y a los valientes de cola negra». |
| Titánide  | Τιτανίς    | Solo aparece en fuentes tardías y se dice que Atenea era hija de Palas y Titánide o Titanis, hija de Océano. Esta Atenea es la que mató impíamente a su padre y está vestida con la piel paterna, como si fuera un vellón. |

## Menciones ulteriores
En el Catálogo de mujeres se nos dice que Helena es hija de Zeus y de una oceánide innominada. En los textos homéricos se nos dice que Océano es el padre de los dioses y también es hija suya entonces Tetis, implícitamente. Las Sirenas también son hijas de Océano y Gea, según una fuente. Algunas ninfas nodrizas de Zeus en Pausanias pueden ser asociadas como oceánides, pero no se especifica en el texto: Tomando todos los nombres mencionados por Pausanias tenemos a Alcínoe, Anquírroe, Antracia, Frixa, Glauce, Hagno, Ida, Mirtoesa, Neda y Tisoa.